# Takeshi Iwaya
Takeshi Iwaya (岩屋 毅 Iwaya Takeshi?,  Beppu, 24 de agosto de 1957) es un político japonés del Partido Liberal Democrático. Es miembro de la Cámara de Representantes de la Dieta, o legislatura nacional, y Ministro de Asuntos Exteriores de Japón. Se desempeñó como Ministro de Defensa del 2 de octubre de 2018 al 11 de septiembre de 2019.  

## Biografía
Es originario de Beppu, Ōita, se graduó de la Facultad de Ciencias Políticas y Economía de la Universidad de Waseda.[cita requerida]
Fue elegido miembro de la asamblea de la prefectura de Ōita en 1987 (por un solo mandato) y en 1990, por primera vez en la Cámara de Representantes como independiente. Tras perder su escaño en 1993, se presentó sin éxito a la Cámara de Representantes en 1996, pero fue reelegido en 2000.
Se desempeñó como Ministro de Estado de Asuntos Exteriores en el Primer Gabinete de Shinzo Abe y como Ministro de Defensa en el Cuarto Gabinete de Shinzo Abe. 
Fue nombrado Ministro de Asuntos Exteriores en septiembre de 2024.